# Betty Cantor-Jackson
Betty Cantor-Jackson (geboren am 18. September 1948) ist eine US-amerikanische Toningenieurin und Musikproduzentin. Sie wurde ab Ende der 1960er Jahre durch ihre Live-Aufnahmen von Konzerten der Rockband Grateful Dead bekannt und gilt als einzige Frau, die in dieser Zeit als Tontechnikerin Bands auf Tourneen betreute. Zu ihren veröffentlichten Aufnahmen gehört das Album Cornell 5/8/77.

## Leben

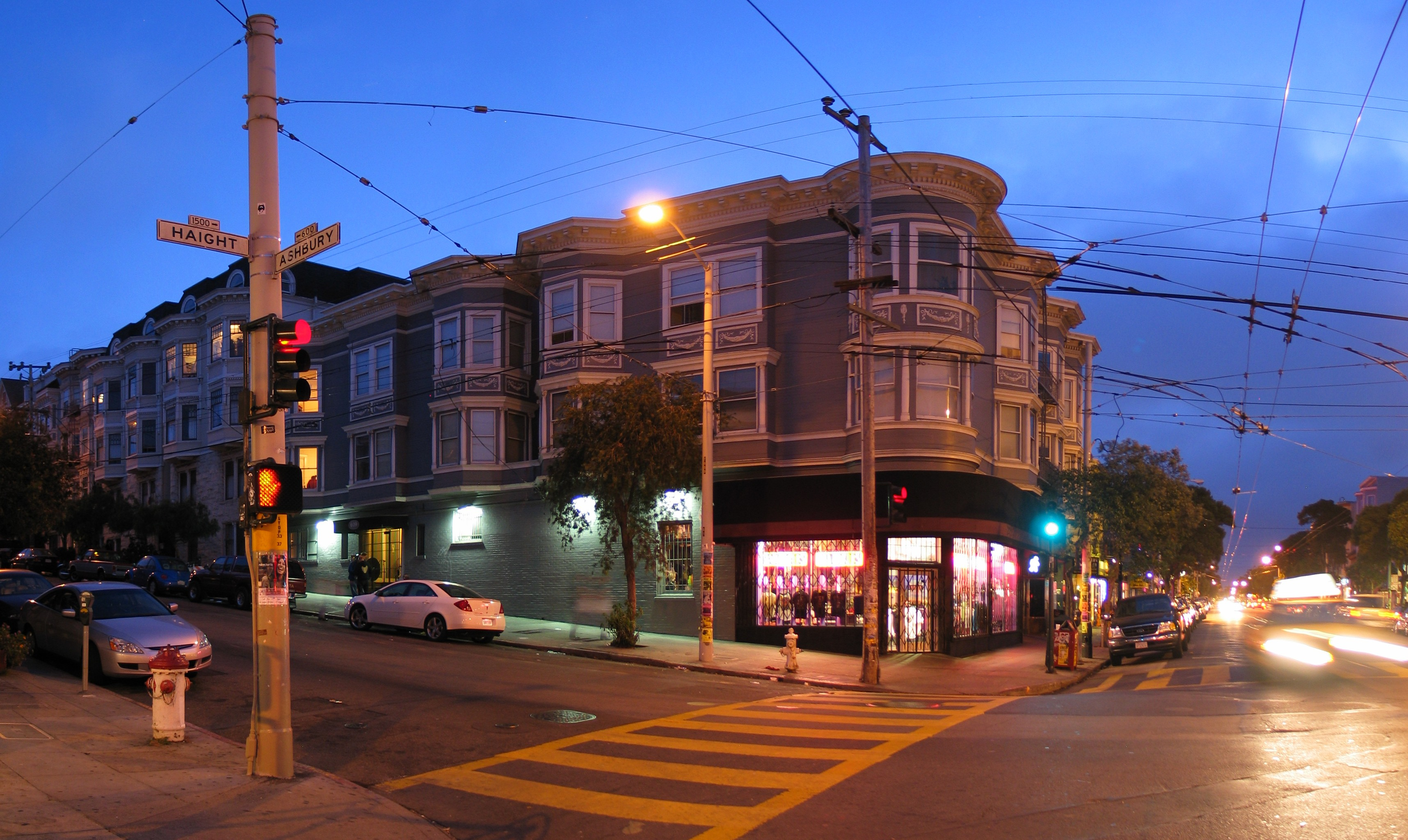
Kreuzung Haight und Ashbury in San Francisco

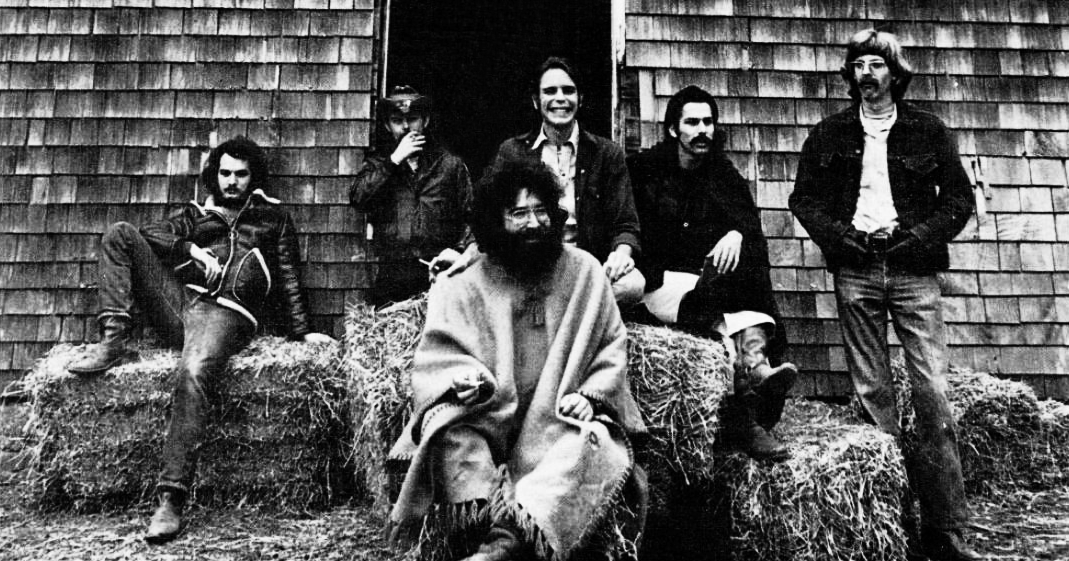
Grateful Dead (1970)

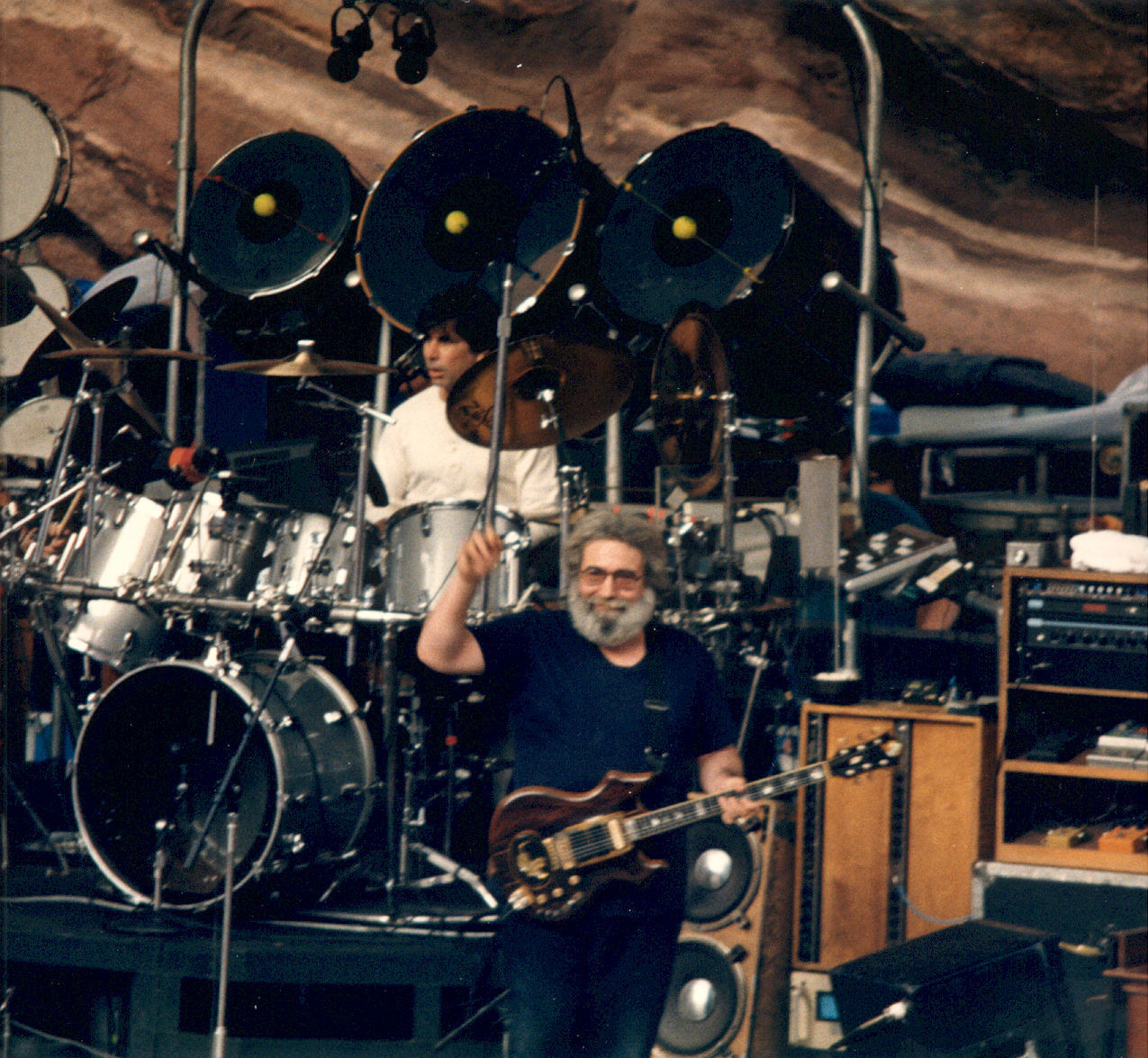
Jerry García und Mickey Hart

Betty Cantor-Jackson wuchs in Martinez (Kalifornien) auf. Bereits als Jugendliche entwickelte sie eigenen Aussagen zufolge ein starkes Interesse an Elektronik. Sie besuchte während ihrer Collegezeit Kurse in Chemie und Metallurgie in Berkeley und San Francisco. Ihr Interesse an LSD führte sie 1966 in das Haus 710 Ashbury Street, in dem sie Mitglieder der Band Grateful Dead kennenlernte. Die Band erwarb in dieser Zeit ein Haus im Stadtviertel Haight-Ashbury, das bis heute als Anziehungspunkt der Hippie- und Gegenkultur gilt.
Cantor-Jacksons Erfahrung mit der Buchung von Bands für ihre High School verschaffte ihr einen Job im Avalon Ballroom, so dass sie den Veranstaltungsort nach einer Weile bei der Promotion von Bands in der gesamten Bay Area unterstützte. 1968 arbeitete sie für den Carousel Ballroom in San Francisco, der später als Fillmore West Berühmtheit erlangte, und erlernte parallel bei einem Radiosender die Grundlagen der Tontechnik mit dem Ziel, DJ zu werden.
Über den Carousel Ballroom lernte sie Bob Matthews kennen, mit dem sie eine kurze Affäre hatte. Sie absolvierte bei ihm ein Praktikum und begleitete ihn bei seiner Arbeit am zweiten Studioalbum von Grateful Dead, Anthem of the Sun. Sie arbeitete ebenfalls 1968 am dritten Album der Band mit, Aoxomoxoa, und benutzte dafür erstmals die neue 16-Spur-Aufnahmetechnik. In der Folge wurden die beiden als „Bob and Betty“ bekannt, da sie regelmäßig zusammenarbeiteten und die Konzerte der Band aufnahmen und abmischten.
Einige Jahre später heiratete sie den Tourmanager von Grateful Dead, Rex Jackson, und arbeitete mit ihm an den Live-Aufnahmen mit ihrem eigenen Audioequipment. Nach Jacksons Unfalltod im Jahr 1976 wurde sie 1977 und 1978 von der Band weiter für Tonaufnahmen und beim Bühnenaufbau beschäftigt.
Nachdem eine Beziehung mit dem neuen Keyboarder der Band, Brent Mydland, gescheitert war, fühlte sie sich im Umfeld der Band nicht mehr willkommen. Die letzte Kooperation mit Grateful Dead war am 1981er Live-Album Dead Set. Erst 2004 kooperierte sie wieder mit Bob Matthews, um mit ihm das Dark Star Orchestra live im Fillmore aufzunehmen.
Bis zu seinem Tod im Jahr 1995 war Cantor-Jackson daneben eng mit dem Gründungsmitglied der Grateful Dead Jerry Garcia befreundet, so dass auch zahlreiche Live-Aufnahmen der Jerry Garcia Band von ihr vorliegen. Cantor-Jackson war 1967 beim Monterey Pop Festival und 1969 in Woodstock und nahm unter anderem die Quicksilver Holding Company im San Quentin State Prison auf und Waylon Jennings im Folsom State Prison.

## Die „Betty Boards“
Da Betty Cantor-Jackson ihre eigenen Bänder und ihr eigenes Equipment für den Live-Mitschnitt der Shows benutzte, waren sie so lange in ihrem Besitz, bis die Grateful Dead ihr diese mit den Veröffentlichungsrechten abkauften. Mitte der 1980er Jahre war sie gezwungen, ihr Haus zwangsversteigern zu lassen, und zog mit ihren Schwiegereltern nach Oregon, wo sie als Pflegeassistentin arbeitete.
In dieser Zeit konnte sie auch die Lagerkosten für ihre Besitztümer in Kalifornien nicht mehr aufbringen, so dass der Inhalt ihres Lagers 1986 versteigert wurde. In der Versteigerungsmasse enthalten waren über 1000 Zweispurbänder aus ihrer Zeit als Tontechnikerin, die später als „Betty Boards“ bekannt wurden, ein Teil davon war bereits durch Wassereinbrüche beschädigt. Es sind überwiegend Live-Aufnahmen der Grateful Dead, darüber hinaus auch von Bands wie Legion of Mary, Kingfish, der Jerry García Band, Old and in the Way und der New Riders of the Purple Sage. Der Begriff Boards steht verkürzt für das Soundboard, also das Mischpult, da Cantor-Jackson ihre Aufnahmen dort direkt abnahm, im Gegensatz zu Fanmitschnitten, die in sogenannten „taping areas“ entstanden. Die Band Grateful Dead erlaubte solche Mitschnitte und auch die Verbreitung von Bootlegs dieser Aufnahmen.
Grateful Dead wollte kein Gebot auf die Bänder abgeben, daher wurden die Lagerinhalte öffentlich versteigert. Drei unterschiedliche Parteien ersteigerten die Bänder. Eine der Parteien hält die Bänder seit dem Erwerb unter Verschluss. Eine weitere Partei, ein nicht namentlich bekanntes Paar, beauftragte einen Bekannten aus der Bootleg-Szene, die Bänder zu kopieren, um sie in Umlauf zu bringen. Das Management von Grateful Dead wurde darauf aufmerksam und beendete diese Kopiertätigkeit, da dabei die Lizenzrechte der Band nicht berücksichtigt wurden.
Der letzte Käufer, ein High-School-Lehrer, lagerte die beschädigten Bänder jahrelang in einer Scheune, bevor er Rob Eaton, den Gitarristen der Grateful Dead Tribute Band Dark Star Orchestra, beauftragte, bei der Restaurierung zu helfen. Über 200 Bänder mit einer Gesamtlänge von 100 Stunden wurden in der Folge restauriert und digital archiviert. Grateful Dead bot dem Besitzer 100.000 Dollar für die Bänder, er weigerte sich jedoch, sie für weniger als 1 Million Dollar zu verkaufen. Rob Eaton kontaktierte weitere Käufer, um auch ihre Bänder zu restaurieren, und kam mit einem weiteren Besitzer im Jahr 2014 zu einer vertraglichen Vereinbarung.
Einige der Betty Boards wurden seitdem kommerziell vermarktet. Das bekannteste ist Cornell 5/8/77, ein Konzert in der Barton Hall der Cornell University. Es gilt laut der Zeitschrift Vice sowohl als eines der besten Konzerte von Grateful Dead als auch als eine der besten Live-Aufnahmen der Band. 2012 wurde es in das National Recording Registry der Library of Congress aufgenommen.

## Späte Karriere

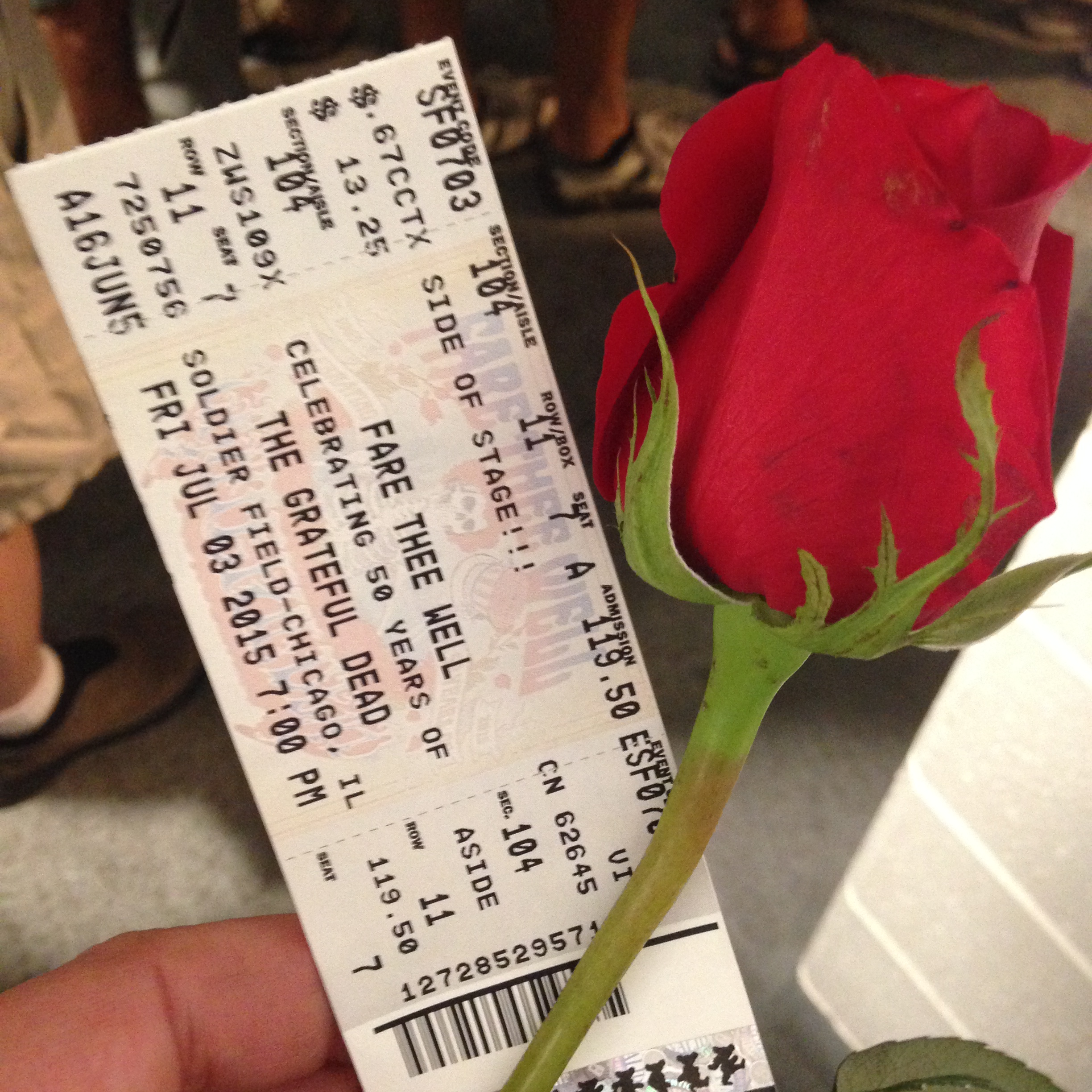
Konzertticket der Fare Thee Well-Tour von Grateful Dead

Betty Cantor-Jackson arbeitete erst ab 2011 wieder als Tontechnikerin und nahm Konzerte auf, nachdem sie die Inspizienz für die Party und das Benefizkonzert anlässlich des 70. Geburtstags von Wavy Gravy übernommen hatte. Dort trat die neue Band des früheren Black-Crowes-Frontmannes Chris Robinson auf, die Chris Robinson Brotherhood. Cantor-Jackson mochte ihre Musik und trat in Kontakt, um ihre weiteren Konzerte aufzunehmen. Diese Live-Aufnahmen wurden als eine Serie von Live-Alben unter dem Namen Betty’s Blends veröffentlicht. 2015 mixte und masterte sie Aufnahmen der Americana-Band Midnight North.
Seit August 2019 ist sie Tontechnikerin und Produktions- und Road-Managerin für Band und Chor der Glide Memorial United Methodist Church. Sie ist weiterhin in Kontakt mit einigen Band- und Crewmitgliedern von Grateful Dead und besuchte während ihrer Tour zum 50-jährigen Jubiläum ein Konzert in Santa Clara.